# Багарии
Багарии (лат. Bagarius) — азиатский род лучепёрых рыб из семейства Sisoridae отряда сомообразных. В него включают четыре ныне живущих вида и один вымерший вид Bagarius gigas.

## Виды
На март 2024 года в этом роде насчитывается пять признанных современных вида:
- Индийский багарий[1] (Bagarius bagarius) (Hamilton, 1822)
- Bagarius lica Volz, 1903
- Bagarius rutilus Ng & Kottelat, 2000
- Bagarius suchus Roberts, 1983
- Bagarius vegrandis Ng & Kottelat, 2021

## Распространение
Багарии обитают в Южной и Юго-Восточной Азии. Они распределены в бассейне Инда в Пакистане и Индии, на востоке (включая полуостров Индостан) до бассейна реки Ред-Ривер во Вьетнаме и на юге по всему Индокитаю, включая Малайский полуостров и Индонезию. Bagarius bagarius известен из реки Ганг, Чао Прайя и бассейна Меконга, а также Малайского полуострова и Салуины и Мэклонг бассейнов и река Брахмапутра и река Иравади. Bagarius suchus происходит от бассейнов Меконга и Чао Прайя. Bagarius rutilus обитает на реке и реке Ма в северном Вьетнаме. Bagarius yarrelli широко распространен в южной и юго-восточной Азии, в 2021 году он признан синонимом Bagarius bagarius.

## Ископаемые представители
Сообщается, что B. gigas известен из эоцена Суматры, но его возраст был поставлен под сомнение.
Древнейшим достоверно датированным ископаемым представителем семейства рода является вид B. bagarius, обнаруженный в плиоценовых отложениях в Индии и на Суматре.

## Внешний вид и строение
У представителей рода Bagarius широкая голова, умеренно или сильно приплюснутая. Рот широкий и конечный или слегка сдвинутый назад. Жаберные щели широкие. На спинном плавнике и грудных плавниках есть острые колючки. Спинной плавник гладкий, а грудные плавники спереди гладкие и с мелкими зазубринами сзади. Спинные, грудные и хвостовые плавники иногда с нитеобразными выростами. Голова и тело полностью или почти полностью покрыты сильно ороговевшей кожей, дифференцированной на бляшки или бугорки. У багариев нет грудной присоски, а парные плавники не приплюснуты. Длина тела от 70 см до 2 метров.
У всех представителей рода сходный основной окрас из трех тёмных полос или пятен на теле. Неравномерно размещенные пятна могут также присутствовать на теле. Их форма варьирует от вида к виду, от отсутствия до выраженных пятен, до от неярких пятен до ярких. Кроме того, у некоторых особей B. yarelli может быть сильно пятнистый узор, как у собаки породы далматин, который скрывает основной базовый окрас.

## Взаимодействие с человеком
Представители разных видов Bagarius продаются свежими и являются распространённой пищевой рыбой, но их мясо быстро портится и может вызвать отравление. Сом B. yarrelli стал объектом внимания средств массовой информации, когда стало известно, что некоторые из этих рыб питаются человеческим мясом погребальных костров в реке Кали. Существует предположение, что некоторые утопления также были вызваны крупными экземплярами этого вида, которые пристрастились к мясу трупов и стали нападать на купающихся в реке людей. На эту тему был 22 октября 2008 года выпущен телевизионный документальный фильм, а также эпизод о нападениях на людей сомов B. yarrelli в реке Сарда серии «Планета животных» «Речные монстры».